# 1150

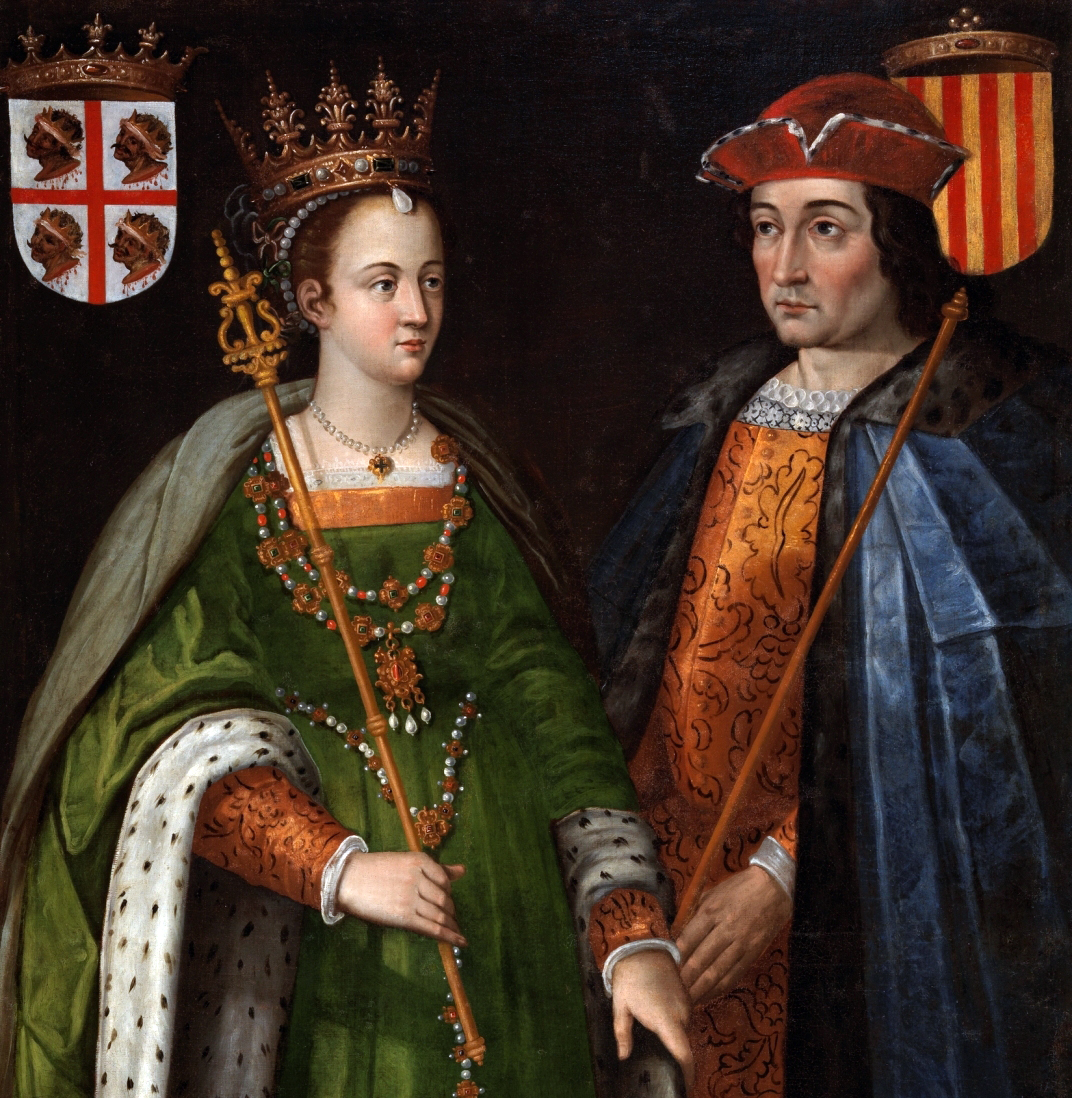
Petronella van Aragon en Ramon Berenguer van Barcelona

Het jaar 1150 is het 50e jaar in de 12e eeuw volgens de christelijke jaartelling.

## Gebeurtenissen
- Ramon Berenguer IV van Barcelona trouwt met Petronella van Aragón. Dit leidt tot de samenvoegen van Catalonië en Aragón tot één rijk.
- Graaf Jocelin II van Edessa wordt gevangengenomen in Aleppo.
- Oudenaarde krijgt stadsrechten.
- Hildegard van Bingen schrijft het Liber Subtilitatum
- Radeburg wordt gesticht.
- Geoffrey van Monmouth schrijft Viti Merlini, een beschrijving van de mythe rond Merlijn. (jaartal bij benadering)
- De latere koning Willem I van Sicilië trouwt met Margaretha van Navarra
- Voor het eerst vermeld: Brunssum, Edewecht, Herentals, Mortsel, Nieuwpoort, Sölden, kasteel Born

## Opvolging
- Carcassonne, Albi en Razès - Roger I Trencavel opgevolgd door zijn broer Raymond I Trencavel
- Joigny - Reinoud III opgevolgd door zijn zoon Gwijde
- Kara-Kitan - regent Gantianhou opgevolgd door Renzong
- Navarra - Garcia IV opgevolgd door zijn zoon Sancho VI
- Saint-Pol - Ingelram opgevolgd door zijn broer Anselm
- Utrecht - Harbert van Bierum opgevolgd door Herman van Horne met Frederik van Berg als tegenbisschop
- Noord-Zweden - Sverker I opgevolgd door Erik IX

## Geboren
- Leo II, koning van Armenië (1187-1219)
- Bonifatius I, markgraaf van Monferrato en koning van Thessaloniki (jaartal bij benadering)
- Boudewijn de Moedige, graaf van Henegouwen en Vlaanderen, markgraaf van Namen (jaartal bij benadering)
- Cono van Béthune, Frans troubadour en kruisvaarder (jaartal bij benadering)
- Herman Jozef van Steinfeld, Duits mysticus (jaartal bij benadering)
- Otto I, graaf van Gelre (jaartal bij benadering)
- Saxo Grammaticus, Deens geschiedschrijver (jaartal bij benadering)
- Stephen Langton, aartsbisschop van Canterbury (jaartal bij benadering)

## Overleden
- 8 april - Gertrudis van Oostenrijk (~29), echtgenote van Wladislaus II van Bohemen
- 27 augustus - Guarinus, bisschop van Sion
- 12 november - Hartbert van Bierum, bisschop van Utrecht
- 21 november - Garcia IV, koning van Navarra (1134-1150)
- Hendrik Berengarius (~13), medekoning van Duitsland
- Ingelram, graaf van Saint-Pol
- Margaretha van Clermont (~46), echtgenote van Karel de Goede en Hugo II van Saint-Pol
- Reinoud III, graaf van Joigny
- Richlindis, Duits kloosterstichtster
- Roger I Trencavel, burggraaf van Carcassonne
- Teobaldo Roggeri (~51), Italiaans heilige
- Suryavarman II, koning van de Khmer (jaartal bij benadering)